# Energia Productions
Pour les articles homonymes, voir Energia (homonymie).
Energia Productions, ou Tuotantoyhtiö Energia en finnois, est une société de production de cinéma fondée par Samuli Torssosen en 2005 à Tampere dans le Pirkanmaa en Finlande.

## Filmographie
- 2005 : Star Wreck: In the Pirkinning de Timo Vuorensola
- 2012 : Iron Sky de Timo Vuorensola